# Yamaha CS-80
Lo Yamaha CS-80 è un sintetizzatore analogico commercializzato da Yamaha a partire dal '77 e rimasto in produzione fino all'80.
È stato il primo sintetizzatore polifonico al mondo destinato al commercio ed era disponibile ad un prezzo di circa GB£ 5000 (7000 $). Supporta una polifonia a 8 voci con due VCO per voce, organizzati come due differenti sintetizzatori, ciascuno dotato di una propria serie di controlli. Fa parte della serie di sintetizzatori polifonici CS (CS-50, CS-60 e CS-80), nati come versioni più economiche e trasportabili dello Yamaha GX-1.
È stato uno tra gli strumenti preferiti dall'artista Vangelis, che lo definì "il più grande sintetizzatore mai realizzato" e lo utilizzò per la colonna sonora del film Blade Runner, facendolo così divenire un classico tra i sintetizzatori.

## Storia
La storia dello Yamaha CS-80 parte dal suo predecessore, lo Yamaha GX-1. commercializzato nel 1975 ad un prezzo di 60000 $, lo Yamaha GX-1 era dotato di 3 tastiere e 25 pedali per i suoni bassi, per un peso di circa 387 kg. Due delle tre tastiere erano polifoniche a 8 voci con due oscillatori per voce, mentre la terza tastiera e la sezione dei pedali erano entrambe monofoniche, per un totale di 18 note producibili contemporaneamente. Di questo sintetizzatore furono realizzati meno di cento esemplari e, dato il prezzo, solamente pochi grandi artisti del calibro di Stevie Wonder e Keith Emerson degli Emerson, Lake & Palmer poterono permetterselo.
La serie di sintetizzatori CS nacque quindi dalla necessità di riprodurre le funzionalità del GX-1, utilizzando le solite tecnologie, in dimensioni ridotte e a un prezzo più accessibile.
La serie CS comprende:
- CS-80
- CS-60
- CS-50
- CS-20M
- CS-40M
- CS-70M

Il CS-20M, CS-40M e CS-70M presentano configurazioni diverse rispetto ai primi tre, che invece condividono controlli, colori e parte della struttura interna. Inoltre, il CS-20M è monofonico e il CS-40M è duofonico, ovvero con la possibilità di suonare solo due note contemporaneamente. Il CS-70M è stato l'ultimo sintetizzatore analogico prodotto da Yamaha, più avanzato rispetto agli altri sintetizzatori della serie CS in termini di tecnologia impiegata, poiché contiene una memoria esterna, fader digitali e un sequencer polifonico.
Negli anni successivi si creò una concorrenza che impedì al CS-80 di diventare il sintetizzatore più popolare di quel periodo. Parte di questa concorrenza derivava dal rilascio da parte di Sequential Circuits del Prophet 5, che rispetto al CS-80 era più leggero, trasportabile, dotato di memoria, programmabile ed economico. Altri sintetizzatori che negli anni hanno condiviso il mercato con il CS-80 sono l'Oberheim OB-8 e OB-X, il Memorymoog, il Polymoog e il Roland Jupiter-8.

## Architettura
Il CS-80 ha un peso di circa 100 kg (220 libbre) e ha dimensioni di circa 1,2 m X 30,5 cm X 68,6 cm (47,5 X 12 X 27 pollici). Essendo stato concepito per essere trasportabile, è stato costruito all'interno della sua custodia protettiva o flightcase. Ha una tastiera composta da 61 tasti pesati, numero che è diventato uno standard tra i sintetizzatori. È compreso anche un pedale, che può essere utilizzato per il portamento o il glissando, oppure per il sustain. La scelta viene fatta mediante i controlli situati a sinistra della tastiera.
Nella realizzazione del sintetizzatore, Yamaha non ha impiegato nessun microprocessore, riuscendo a ottenere una polifonia ad 8 voci senza l'utilizzo di una CPU.

### Oscillatori
Il sintetizzatore è strutturato secondo un layout standard composto da oscillatore-filtro-amplificatore, il quale viene riprodotto per entrambi gli oscillatori. L'interfaccia, infatti, è suddivisa in due sezioni: Voice I e Voice II. Ciascuna delle due sezioni è formata da controlli riguardanti l'oscillatore, i filtri e l'amplificazione. Per ogni sezione o Voice è possibile selezionare l'ottava e il tono attraverso bottoni situati al centro del sintetizzatore. Si trovano infatti 28 bottoni, 22 dei quali sono preset di fabbrica (11 per ogni oscillatore) e i restanti sono dedicati a preset memorizzati dall'utente. Il mix tra le due voci è gestito dal fader Mix, situato nella parte inferiore della facciata, che permette di bilanciare velocemente il rapporto tra i volumi delle due voci. È possibile anche effettuare il detune della Voice II rispetto alla Voice I.
Le forme d'onda disponibili per gli oscillatori sono: onda quadra, onda sinusoidale, onda a dente di sega e rumore bianco. Le forme possono essere utilizzate singolarmente oppure combinate. Sono poi presenti ulteriori controlli riguardanti la Modulazione di larghezza d'impulso e l'ampiezza dell'onda quadra.

### Filtri
Per ogni sezione sono disponibili due filtri: filtro passa alto (High-pass filter) e filtro passa basso (Low-pass filter), entrambi 12 dB/ottava e ognuno con la relativa risonanza regolabile. Se entrambi i filtri vengono utilizzati si viene a creare un filtro passa banda (Band-pass filter). È disponibile un generatore d'inviluppo per il filtro, settabile attraverso i parametri di ADR (Attack, Decay, Release) insieme a un controllo per il volume a livello iniziale (Initial level). Sono presenti inoltre i controlli Brilliance e Resonance, che agiscono come filtro globale su entrambe le voci.

### Modulazione
Nella parte centrale inferiore, appena sopra la tastiera, è presente una barra tattile lunga 510 mm, utilizzabile per la modulazione del pitch o il controllo del filtro. La barra non ha un punto centrale fisso, ma il punto toccato per primo diventa il punto iniziale all'interno del range di modulazione. Vangelis la utilizza proprio nella colonna sonora del film Blade Runner, creando un effetto glissando che va verso il basso.
Sempre nella parte inferiore della facciata è presente un Ring Modulator (modulatore ad anello), comprendente i controlli per l'attacco, il decadimento, la profondità, la velocità e la quantità di modulazione. È possibile modulare il suono anche attraverso un LFO, che sul CS-80 viene chiamato Sub Oscillator.
I filtri (VCF), l'oscillatore (VCO), l'amplificazione (VCA), l'ampiezza dell'onda quadra e il Sub Oscillator possono essere modulati anche tramite la tastiera, attraverso i controlli relativi alla velocity e all'aftertouch, stabilendo quanto la pressione esercitata sui tasti vada a influire sulla modulazione dei parametri designati. L'aftertouch presente sul CS-80 è polifonico, ovvero la pressione esercitata su una nota comporta un cambiamento relativo solo a quella voce, e non alle altre che si stanno suonando contemporaneamente.
Infine, nella sezione a sinistra della tastiera, sono presenti gli effetti Tremolo e Chorus, con i relativi controlli per la velocità (Speed) e profondità (Depth).

### Memoria
La memoria non è digitale, al contrario di sintetizzatori concorrenti come il Prophet 5, ma è composta da 4 miniature del pannello frontale. Queste sono situate in un riquadro nella parte in alto a sinistra del sintetizzatore e riproducono tutti i controlli presenti nella facciata principale in dimensioni ridotte. Ciascuna delle 4 miniature costituisce un preset, ed è richiamabile attraverso i bottoni relativi ai preset memorizzati, demarcati come Memory, situati al centro della facciata.

## Problematiche
Nonostante il CS-80 sia stato concepito come una versione più leggera e trasportabile dello Yamaha GX-1, il peso di 100 kg rende comunque difficile il trasporto. Per confronto, il peso del Prophet 5, lanciato sul mercato poco dopo il CS-80, era di 14 kg. Inoltre, i circuiti che collegano i vari componenti delle voci sono molto delicati, per cui il trasporto deve avvenire all'interno di una custodia protettiva completa, per evitare danni.
I trimmer che regolano l'intonazione delle voci sono le parti più sensibili del sintetizzatore, al punto tale che durante il trasporto possono perdere l'intonazione. Il CS-80 è particolarmente sensibile anche alle temperature e all'umidità, che possono arrecare danni agli oscillatori.
Un'ulteriore problematica è quella legata alla mancanza di una memoria digitale. La maggior parte dei sintetizzatori commercializzati negli anni successivi possedeva una memoria digitale, mentre il CS-80 contava su una memoria composta da miniature dei controlli presenti in facciata, con la possibilità per l'utente di memorizzare solamente 4 preset (6 se si contano le due sezioni in facciata principale).
Le riparazioni del sintetizzatore possono risultare complicate, perché Yamaha nel costruirlo ha utilizzato molti circuiti integrati (analogici e digitali) e chip proprietari poi divenuti rari o fuori produzione. Tuttavia Yamaha, anche se non esegue più riparazioni sul CS-80, può prestare assistenza a pagamento, avendo gran parte delle componenti ancora disponibili in Giappone.

## Emulazioni software
Le più note emulazioni software dello Yamaha CS-80 sono l'Arturia CS80V e il Memorymoon ME80, utilizzabili attraverso una Digital Audio Workstation oppure in modalità Standalone. Oltre a riprodurre le caratteristiche del CS-80, presentano entrambi nuove funzionalità che permettono più possibilità nella creazione di suoni. Il più citato è l'Arturia CS80V, che grazie alla fedeltà con cui riproduce i suoni, viene utilizzato da artisti come Hans Zimmer, il quale sostiene di aver venduto la sua copia dello Yamaha GX-1 poiché ha trovato nell'Arturia CS80V un valido sostituto.
L'Arturia CS80V, oltre a tutti i parametri del sintetizzatore originale, possiede:
- Delay digitale e riverbero integrati
- Un'onda triangolare tra le onde disponibili
- La possibilità di associare un suono diverso ad ognuna delle 8 voci
- Una matrice di modulazione con 13 sorgenti e 38 destinazioni
- Un arpeggiatore
- La sincronizzazione degli oscillatori[10]

Il dettaglio con cui Arturia riproduce il suono dei sintetizzatori è dovuto alla tecnologia proprietaria TAE o True Analog Emulation. Questa permette di ricreare digitalmente il carattere analogico dei sintetizzatori del passato, emulando le caratteristiche degli oscillatori, dei filtri e di altre componenti.
Anche il Memorymoon ME80 fornisce controlli addizionali, tra cui:
- Delay e riverbero integrati
- Un'onda triangolare
- La possibilità di cambiare l'onda quadra in un'onda a dente di sega
- 2 equalizzatori grafici
- La possibilità di scegliere tra mono, 8, 12, 16 o 24 voci di polifonia